# Buchholz-relé

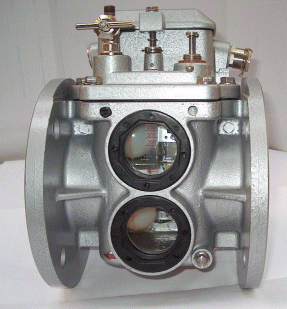
Buchholz-relé

A Buchholz-relé (Buchholz-védelem) vagy "gáz-relé"  transzformátor védelmi berendezés, ami természetes keringésű, olajjal hűtött transzformátorok olajterében keletkezett többféle hiba jelzésére szolgál. A Buchholz-relét a transzformátor olajtere fölötti olajóvó (kiegyenlítő) tartályhoz vezető csőben helyezik el. 

## Története
A relét Max Buchholz (1875–1956) találta fel 1921-ben. 1923-ban szabadalmaztatta D.R.P. 417 213 számmal. Gyakorlatban 1940 óta használják. Elsőként a DIN EN 50216-2 : 2002-es szabvány írta le az alkalmazását, 2019-től az IEC 60076-22-1 is részletezi.

## Működési elve

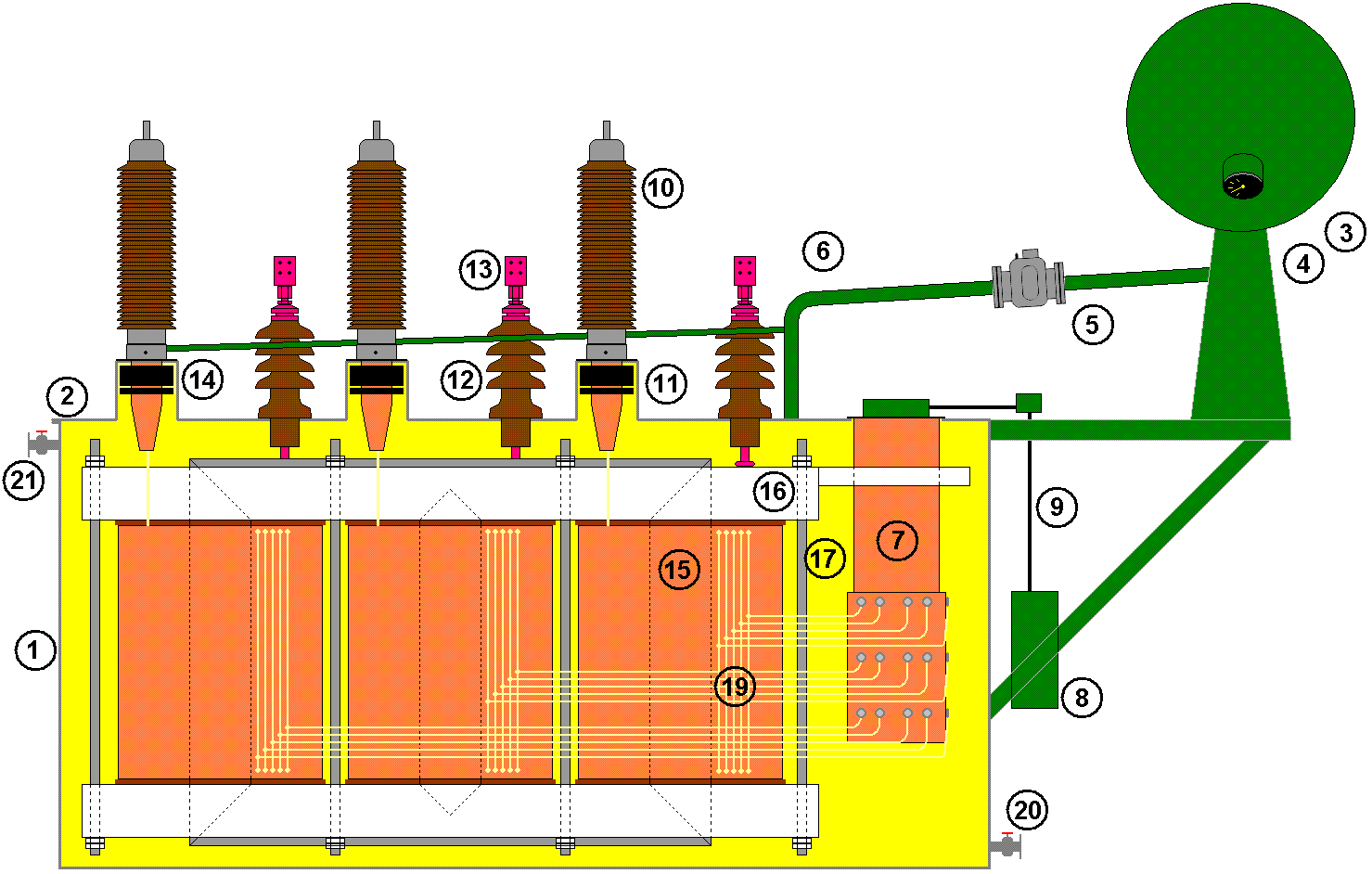
Egy nagyteljesítményű transzformátor keresztmetszeti vázlatán sárgával jelölve a hűtő és szigetelő olaj, amely színültig kitölti a tekercseket (15) tartalmazó, felül lezárt edényt. A fenti 3-as jelű olajtágulási tartályba 6-ossal jelzett csövön folyik át az olaj, melybe az 5-ös számmal jelölt Buchholz-relé van építve.

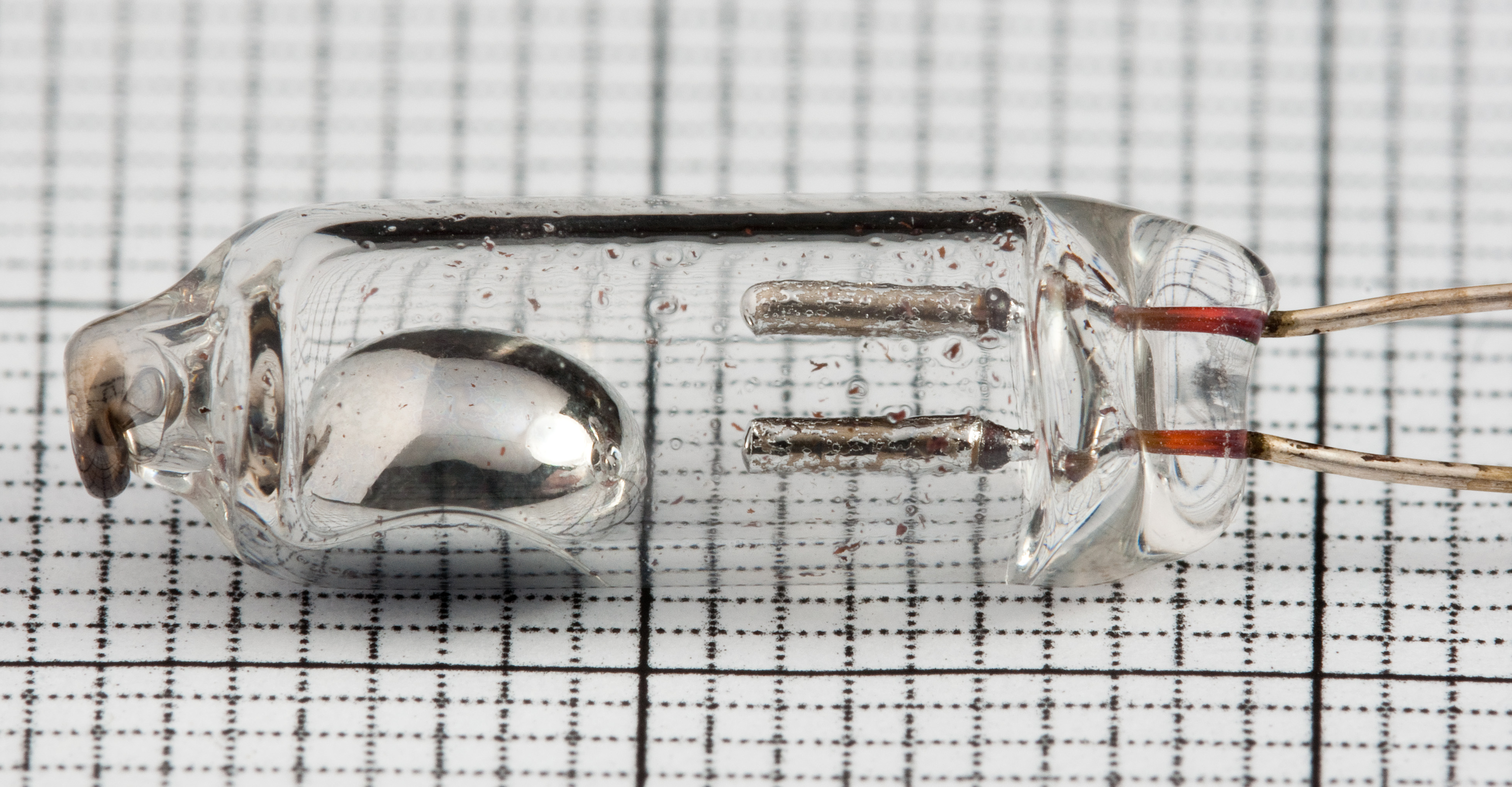
Általános célú higanykapcsoló

Működése azon az elven alapszik, hogy a transzformátor hűtőközegeként szolgáló olajában fellépő jelentős fizikai elváltozások hibára utalnak. A transzformátor tekercsei egy olajjal teli, lezárt edénybe merülnek, aminek a tetején
Az olajhűtésű transzformátorok felső részén egy olaj "rezervoár", "konzervátor" vagyis kiegyenlítő tartály helyezkedik el, mely több feladatot is ellát:
- Az olaj hőtágulásának enged teret, mert normál hőmérsékleten csak félig van.
- Az oldalán elhelyezett mérőcsövön nyomon követhető az aktuális olajszint
- A felső részéből egy szellőző indul ki, ami a túlnyomás kialakulását akadályozza meg.
- Olajfolyás esetén átmenetileg pótolást biztosít.
- Beépített készülék esetén olajhűtést is végezhet.

A túlterhelés az olaj kitágulását és a fenti olajtároló tartályba áramlását idézi elő.
Ha a transzformátor zárlatos lesz, akkor a tekercse erőteljesen melegedni kezd. A melegedés pedig hirtelen olajáramlást indít meg a hőcserélő felé. Az áramlás sebessége többszöröse az üzemi állapotban áramló olaj sebességének.
Egy külső vagy belső zárlat (vagy elégtelen olajszint) hatására gázok keletkeznek az olaj felforrása miatt. Gázbuborékok keletkezhetnek a hűtőolajban a transzformátor valamely tekercsének szakadása miatt kialakuló szikrázás vagy villamos ív miatt is. Olajhűtésű transzformátorban a gázképződés azért káros, mert robbanáshoz vagy a transzformátor kigyulladásához vezethet. Belső ív esetén az olaj elszenesedik, ami lerakódásokat is okozhat valamint nagyban rontja a villamos szigetelő képességet.
Az edényben az olajszint csökkenése a hűtés és szigetelés elégtelenségét okozhatja.

## Védelmi szerepe
Az észlelt rendellenesség elbillenti az alsó vagy felső kart, amire rögzített kapcsolóban elmozduló higany vagy mikroérintkező zár vagy nyit egy vezérlőáramkört.
Általában a felső kapcsoló jelzést ad, míg az alsó kapcsoló villamosan leválasztja a transzformátort. Kezelő nélküli, távadóval fel nem szerelt hálózatokban a felső relé is elláthat védelmi feladatokat (lekapcsolás). A Buchholz-relé jelentős méretei ellenére csak korlátozott teljesítmények kapcsolására képes, így  mágneskapcsolót,  kontaktort vagy megszakítót működtet, amely elvégzi a transzformátor leválasztását.
A Buchholz-relé csak korlátozott mértékben képes az olajhűtésű transzformátort megvédeni, emiatt (és biztonsági okokból is) a nagyméretű és költséges transzformátorokat más berendezések is védik (például külső zárlat,  villám- és túlfeszültségvédelem, túlnyomásvédelem, olajszint érzékelők, stb.).

## Felépítése

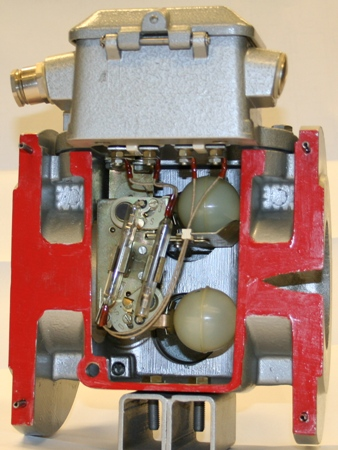
Buchholz-relé metszete. Jól megfigyelhetőek az úszók (műanyag gömbök), az üvegcsöves higanykapcsolók és a higanykapcsolók elektromos csatlakozó vezetékei

A Buchholz-relé két higanykapcsolót  vagy mikrokapcsolót tartalmaz. A Buchholz-relé kialakítása olyan, hogy a névleges üzemi terhelés hatására kialakuló olajáramlásra nem reagál.
A Buccholz relé egy kis kamra, melynek alsó és felső részén egy-egy csapon egy pálca elfordítására képes úszók lebegnek. Normál esetben a teljesen olajban lévő úszók a felső végpontjukban vannak. 
Első fokozat
A kamra felső részében a keletkező gázok gyűlhetnek össze. Vagy a felszaporodó gáz nyomására, vagy a a fogyó olaj hatására a felső úszó lebillen. Ilyenkor az elforduló pálcára rögzített kapcsoló záródva figyelmeztető jelzést hoz, hogy bár az olajszint még elégséges, de kritikus hiba léphet fel.
Második fokozat
Az alsó úszó, vagy egy torlólemez az olaj áramlásának útjában van, így az olajtérben lévő hőtágulás a csőben jelentős áramlást okoz, amire az alsó bója billenéssel reagál. A torlólemez feladata az áramlási érzékenység növelése. Ugyanígy lebillen, ha az olajszint a relé kamrájának aljáig csökken.
Próba gombot is szerelnek rá, melyet lenyomva, felülről mechanikusan lebillentve a kapcsolók működése, a jelzések aktiválása tesztelhető. 
Egy felül elhelyezett szeleppel a fenti gázkamrából gázminta vehető, amely az olaj állapotáról ad fontos tájékoztatást egy vizsgáló laborban.

## Magyarországi helyzetkép
Magyarországon a MAVIR szabályzata alapján minden 1 MVA-nál nagyobb teljesítményű transzformátort el kell látni Buchholz-relével.
Buchholz-relé található például a V43 és V63-sorozatú villamos mozdonyban és az oszlopra szerelt kültéri transzformátorokban.